# Catocala martyrum
Catocala martyrum är en fjärilsart som beskrevs av Charles Oberthür. Catocala martyrum ingår i släktet Catocala och familjen nattflyn. Inga underarter finns listade i Catalogue of Life.